# بخش امسکی
بخش امسکی (به لاتین: Omsky District) یک منطقهٔ مسکونی در روسیه است که در استان اومسک واقع شده‌است.